# Angularni heilitis
Angularni heilitis (AH) ali žvala je vnetje enega ali obeh ustnih kotov. Ustna kota sta pogosto pordela z razpadom in brazgotinjenjem kože. Stanje je lahko tudi srbeče ali boleče. Traja lahko od nekaj dni do nekaj let. Angularni heilitis je vrsta heilitisa (vnetja ustnic).
Angularni helitis lahko povzročijo okužba, draženje ali alergija. Okužbe so lahko glivične, npr. Candida albicans, ali bakterijske, npr. Staphylococcus aureus. Dražeče delujejo proteze, ki se slabo prilegajo, lizanje ustnic ali iztekanje sline iz ust, dihanje skozi usta, izpostavljenost soncu, čezmerno zaprta usta, kajenje in manjše poškodbe. Alergijo lahko povzročijo snovi, kot so zobna krema, ličila in hrana. Pogosto je udeleženih več dejavnikov. Drugi dejavniki so lahko slaba prehrana ali slaba imunska funkcija. K postavitvi diagnoze lahko pripomoreta iskanje okužb in krpično testiranje na alergije.
Zdravljenje angularnega heilitisa običajno temelji na odpravljanju osnovnih vzrokov in uporabi pregradne kreme. Pogosto se poskusi tudi s protiglivično in protibakterijsko kremo. Angularni heilitis je razmeroma pogosta težava, po ocenah se pojavlja pri 0,7 % prebivalstva. Večinoma se pojavi v starosti od 30 do 60 let, razmeroma pogost pa je tudi pri otrocih. V svetu v razvoju sta pogosta vzroka pomanjkanje železa in pomanjkanje vitaminov.